# 아레스 V
아레스 V(Ares V)는 취소된 미국의 우주발사체이다. 컨스텔레이션 계획의 일부로 우주왕복선이 퇴역한 뒤 화물 발사를 위한 발사체로서 개발될 예정이었으나, 컨스텔레이션 계획이 취소되면서 아레스 V 역시 취소되었다. 대신 NASA의 유인 우주 계획은 SLS를 이용하도록 변경되었다. 기본적으로 유인 달 탐사에 필요한 EDS(Earth Departure Stage)와 알테어 달 착륙선을 발사하는데 사용될 예정이었고, 그 외에 향후 진행될 화성 유인 탐사와 같은 심우주 탐사에도 사용될 예정이었다.

## 역사
2004년 조지 W. 부시 미국 대통령이 우주 탐사 비전(Vision for Space Exploration)을 발표한 뒤, 미 항공우주국에서 우주왕복선을 대체할 차기 발사체 체계를 연구하기 위해 탐사 체계 구조 연구(Exploration Systems Architecture Study)를 수행하였다. 이 연구에서 지구 저궤도와 달, 화성 유인 탐사에 필요한 발사체의 요구조건과 예상 비용을 고려한 끝에 나중에 오리온으로 이름붙여질 CEV(Crew Exploration Vehicle)을 발사할 유인발사체로는 아레스 I을, 달 및 화성 유인 탐사에 필요한 화물 발사체로는 아레스 V를 선정하였다. 당시의 아레스 V는 1단에 SSME 5개와 SRB를 5 세그먼트로 개량한 부스터 2개를 사용할 예정이었지만, 나중에는 1단에 RS-68B 6개와 부스터에 5.5 세그먼트 SRB를 이용하는 계획쪽으로 변경되었다. 또한 2단의 EDS 역시 초기에는 2기의 J–2S+를 사용하는 것으로 계획되었지만 나중에는 단 1기의 J-2X만을 사용하는 것으로 변경되었다.
하지만 아레스 I의 개발 난항과 더불어, 일명 '어거스틴 위원회'라고 불리는 미 우주 유인 비행 계획 검토 위원회에서 아레스 V 역시 기존의 계획대로 개발되지 못하고 적어도 2020년 말까지는 개발 불가능할 것이라는 결론을 냈다. 결국 2010년 오바마 행정부에 의해 컨스텔레이션 계획이 취소되면서 아레스 V의 개발 역시 취소되었다.

## 설계

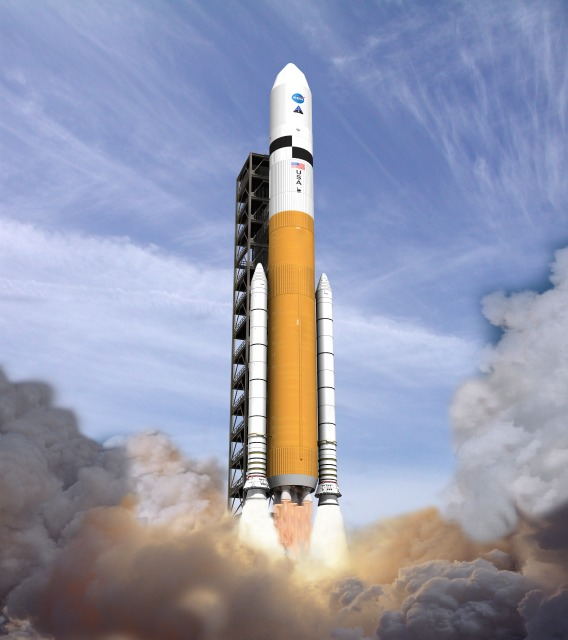
발사대에서 이륙하는 아레스 V

아레스 V는 2개의 고체로켓 부스터와 6개의 RS-68B 엔진으로 1단이 추진되고, 2단에 EDS의 J-2X가 사용될 예정이었다. 설계에 의하면 지구 저궤도에 188톤의 화물을 올릴 수 있었으며, 아레스 I과 함께하면 총 71톤의 화물을 달까지 보낼 수 있었다.
아레스 V에 사용될 예정이었던 부스터는 아레스 I에 사용될 예정이었던 5 세그먼트 고체 부스터와 유사한 5.5 세그먼트 고체로켓 부스터이다. 각각의 부스터는 최대 16,790 kN(3,774,000 lbs)의 추력을 내며, 크기는 우주왕복선의 SRB에 비해 38% 더 크지만 연소시간은 8초 더 짧다. 내부에는 680톤의 PBAN 고체 추진제가 충전될 예정이었으나, HTPB 추진제의 사용도 고려되었다.
1단은 액체수소/액체산소 추진제를 사용하는 RS-68B 엔진 6개로 추진될 예정이었다. RS-68B는 델타 IV의 1단에 사용되는 RS-68의 개량형으로, 각각 3,120 kN의 해면추력을 낸다. 1단의 지름은 10m로, Al-Ti 합금을 사용할 예정이었다. 초기에는 8.4 m 지름의 우주왕복선 연료탱크 기반 탱크에 5개의 SSME 엔진을 사용하는 안이 제시되기도 했다.
2단은 EDS(Earth Departure Stage)라는 이름이 붙여졌으며, 새턴 V의 2단 및 3단에 사용되었던 J-2 엔진을 개량한 J-2X 엔진 1개를 사용할 계획이었다. 액체수소/액체산소 추진제를 사용하며, 1,310 kN의 추력을 낸다. 이 EDS는 지구 저궤도에 진입할 때 최대 추력으로 점화한 뒤, 나중에 아레스 I으로 발사된 오리온과 아레스 V로 발사된 알테어 + EDS가 도킹을 완료하면 달 전이 궤도에 진입하기 위해 재점화를 할 계획이었다. 이 때는 최대 효율을 위해 최대 추력의 81% 만을 사용한다.

## 같이 보기
- 컨스텔레이션 계획
- 알테어 (우주선)
- EDS
- 아레스 I